# 11:11 (álbum de Paula Fernandes)
11:11 é o sexto álbum de estúdio e terceiro álbum de vídeo da cantora e compositora brasileira Paula Fernandes. As gravações ocorreram nos dias 22 a 25 de março em 2022. Foi lançado em 7 de abril de 2023  pela gravadora Universal Music. O projeto conta com produção musical de Ricardo Lopes e direção audiovisual de Júlio Loureiro, gerando seis singles e três singles promocionais. O álbum ganhou uma versão acústica tendo seu lançamento dividido em três partes tal como a versão em estúdio. 

## Sobre o álbum
Movimento feminejo
O projeto consagra o início da era Feminejo na carreira de Fernandes, com destaque em canções como "Bloqueia Meu Zap" e "Antigo Novo Amor".
Participações
O projeto conta com três participações, do cantor Tierry, da cantora goiana Lauana Prado e também da dupla sertaneja Israel & Rodolffo.

## Singles, Divulgação

### Singles
"Tá Tudo Bem" em parceria com os compatriotas Israel & Rodolffo foi escolhida como a faixa de trabalho do comeback. Foi lançada nas plataformas digitais no mesmo dia do álbum. A canção foi lançada nas rádios em 3 de outubro como primeiro single do álbum, estreando na posição 15ª. Paula apresentou o álbum e a canção "Tá Tudo Bem" em 22 de setembro de 2022 no programa Encontro com Patrícia Poeta da Rede Globo.. 
O álbum foi apresentado no programa Faustão na Band no dia 3 de outubro de 2022. .
O segundo single "Bloqueia Meu Zap" foi lançado em 6 de outubro de 2022, acompanhando por um videoclipe oficial do DVD. No dia 1 de novembro foi lançada uma versão acústica do single. A canção foi apresentada ao vivo no programa Faustão na Band, em 22 de novembro de 2022. 
A faixa "Prioridades" em parceria com Lauana Prado foi escolhida como terceiro single a ser lançado em 11 de novembro; fazendo referência ao título do projeto audiovisual.  A canção ganhou uma versão acústica no dia 16 de dezembro de 2022, e já conta com 200 mil visualizações no YouTube.
O quarto single a ser lançado como faixa de trabalho do projeto; "FDP" teve seu lançamento em 12 de janeiro de 2023; com a participação do cantor Tierry.
O quinto single "Tá De Mal Comigo" foi lançado em 20 de janeiro de 2023, acompanhado do clipe oficial do DVD. 
O sexto single extraído do projeto; "Ciúmes Demais" é uma canção country pop, com data de lançamento prevista para dia 26 de janeiro de 2023, com lançamento simultâneo ao clipe.

### Singles promocionais
A canção "Antigo Novo Amor" foi lançada como primeiro single promocional do álbum em 29 de setembro de 2022, a canção teve inspiração na canção "Estrelinha" da dupla Di Paullo & Paulino em parceria com Marília Mendonça, ambas tiveram colaboração na letra da canção pelos compositores Luigi Visacre e  Gabriel Rocha.
O segundo single promocional "Bye Bye E Recaí" foi lançado em 11 de novembro de 2022. No dia 24 de novembro de 2022 foi lançado o vídeo oficial do DVD.
O terceiro e último single promocional "Me Leva" foi lançado em 3 de fevereiro de 2023 no canal oficial da cantora.

### WebSerie 11:11
Fernandes lançou uma WebSerie com detalhes da gravação do projeto, com direito a uma mesa farta de alimentos em sua fazenda. O primeiro episódio foi lançado no dia 9 de novembro de 2022; no canal oficial de Paula.
O episódio contou com a participação da dupla Israel & Rodolffo.
O segundo episódio foi ao ar no dia 5 de janeiro, e contou com a participação da cantora Lauana Prado.

## Desempenho nas tabelas musicais
| Parada musical (2022)           | Melhor posição |                              |   |
| ------------------------------- | -------------- | ---------------------------- | - |
| Parada musical (2022)           | Melhor posição | Brasil (TOP 20 Semanal ABPD) | 5 |
| Brasil (iTunes Top 100 Semanal) | 14             |                              |   |

| Parada musical (2023)           | Melhor posição |   |
| ------------------------------- | -------------- | - |
| Brasil (TOP 20 Semanal ABPD)    | Melhor posição | 2 |
| Brasil (iTunes Top 100 Semanal) | 5              |   |

## Histórico de lançamento
| Região         | Data                  | Formato(s)                 | Gravadora(s)    |
| -------------- | --------------------- | -------------------------- | --------------- |
| Brasil         | 12 de janeiro de 2023 | Download digital streaming | Universal Music |
| Várias         | 13 de janeiro de 2023 | Download digital streaming | Universal Music |
| América Latina | 7 de abril de 2023    | Download digital streaming | Universal Music |

## Lista de faixas
| N.º            | Título                                        | Compositor(es)                                                                 | Duração  |  |
| 1.             | "Tá Tudo Bem" (com Israel & Rodolffo)         | Paula Fernandes Juan Marcus                                                    | 3:11     |  |
| 2.             | "Antigo Novo Amor"                            | Fernandes Luigi Visacre Gabriel Rocha Jonathan Felix                           | 3:10     |  |
| 3.             | "Bloqueia Meu Zap"                            | Fernandes Waléria Leão Marcus Hiago Vinícius                                   | 2:18     |  |
| 4.             | "Flor"                                        | Fernandes Elías Inácio Gustavo Fagundes                                        | 3:14     |  |
| 5.             | "Gasolina"                                    | Jullie Bernardo Martins                                                        | 3:07     |  |
| 6.             | "Prioridades " (com Lauana Prado)             | Juan Marcus Fabrício Fafá Renato Campero Rick Monteiro Vinícius                | 2:26     |  |
| 7.             | "Mil Carinhos"                                | Elias Mafra Gabriel Rocha                                                      | 3:13     |  |
| 8.             | "Bye Bye e Recaí"                             | Fernandes Waléria Leão Juan Marcus Hiago Vinícius Vinícius Leão                | 2:12     |  |
| 9.             | "Dois Enredos"                                | Gustavo Fagundes Léo Pinheiro Lucas Abude                                      | 3:18     |  |
| 10.            | "FDP*" (com Tierry)                           | Tierry                                                                         | 2:46     |  |
| 11.            | "Tá De Mal Comigo"                            | Elias Mafra Gabriel Rocha Paula Fernandes                                      | 2:55     |  |
| 12.            | "Ciúmes Demais"                               | Diego Ferrari Everton Matos Guilherme Ferraz Léo Sagga Paulo Pires Ray Antonio | 2:50     |  |
| 13.            | "Me Leva"                                     | Fernandes                                                                      | 2:50     |  |
| 14.            | "No Mesmo Olhar" (com Lauana Prado)           | Jimmy Butterfly Michael Utley Will Jennings                                    | 2:52     |  |
| 15.            | "Nascemos Pra Cantar" (com Israel & Rodolffo) | Danny Moore                                                                    | 2:43     |  |
| 16.            | "Lembranças De Um Beijo" (com Tierry)         | Aciolly Neto                                                                   | 3:00     |  |
| Duração total: | Duração total:                                | Duração total:                                                                 | 00:46:13 |  |

Notas
- No nordeste o álbum foi lançado com a inclusão de 4 feats; "Ainda Não Tô Pronta" com Mari Fernandez, "Me Ensina" com Dilsinho, "Despertador" com Thiago Aquino e "Paredão" com o cantor pernambucano Zé Vaqueiro.